# Enolaza

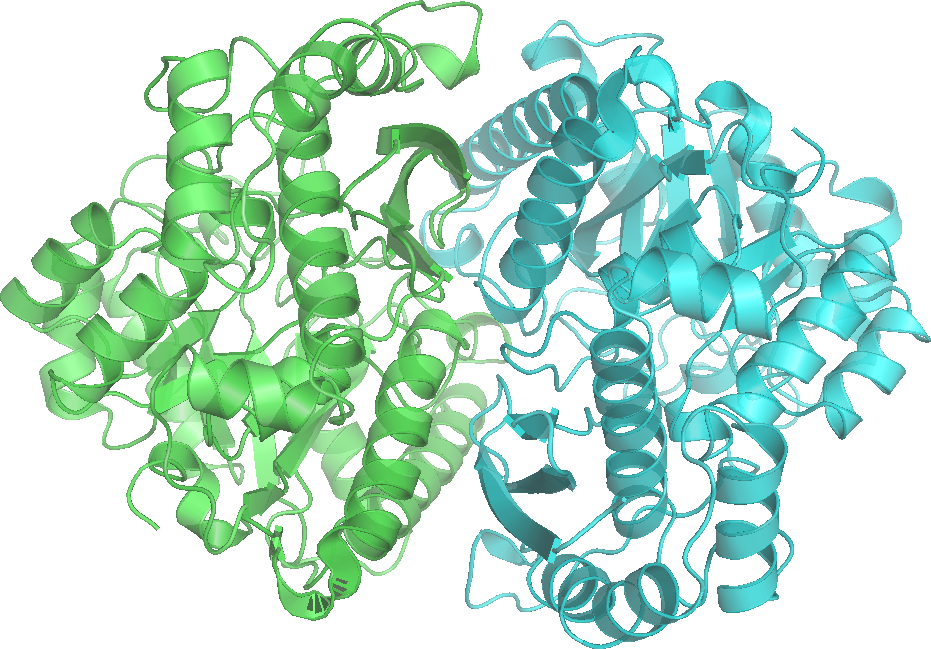
Model 3D dimerycznej enolazy z drożdży

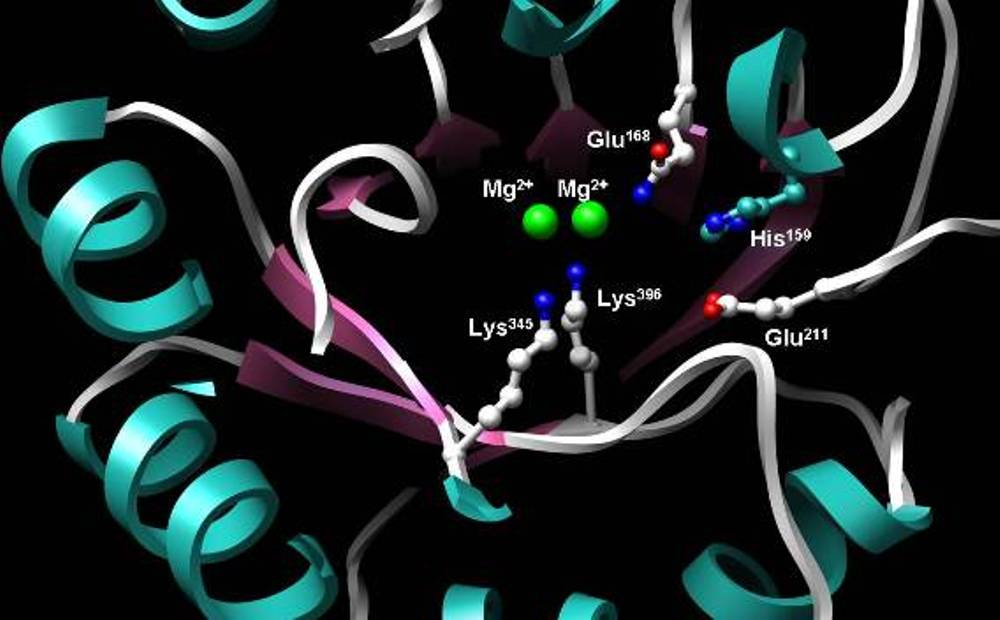
Miejsce aktywne enolazy. Uwidoczniono dwa jony Mg^{2+} oraz 5 silnie konserwatywnych reszt aminokwasowych niezbędnych do prawidłowego działania enzymu: His-159, Glu-168, Glu-211, Lys-345, Lys-396

Enolaza (EC 4.2.1.11) jest enzymem z klasy liaz. Przeprowadza przedostatnią reakcję w glikolizie, katalizując dehydratację 2-fosfoglicerynianu (2PG) do fosfoenolopirogronianu (PEP).

## Struktura[2]
W budowie enolazy można wyróżnić jedenaście motywów harmonijek beta oraz dwanaście helis alfa. Trzy harmonijki beta są zlokalizowane na N-końcu enzymu, tak samo jak cztery alfa helisy. Pozostałe harmonijki beta i alfa helisy formują się na kształt beczułki/cylindra, gdzie zlokalizowane jest centrum aktywne.
Miejsce aktywne zlokalizowane jest w regionach C-końca cylindra, gdzie znajdują się specyficzne miejsca przyłączania kofaktorów, w postaci jonów metalu, oraz substratów, takich jak 2-fosfoglicerynian albo fosfoenolopirogronian.

## Reakcja[3]
⇌  + H2O

## Mechanizm[4]

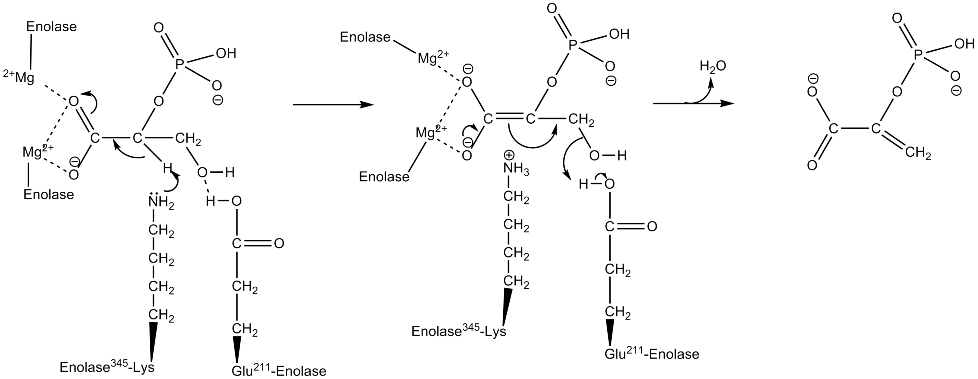
Mechanizm konwerscji 2PG do PEP.

Asp246, Glu295 oraz Asp320 utrzymują i stabilizują kation metalu. Przyłączenie kationu metalu (Mg2+) powoduje zmiany konformacyjne, które aktywują enzym i umożliwiają powstanie kompleksu między 2-fosfoglicerynianem a enzymem. Gln167, Arg374 i Lys396 neutralizują i stabilizują negatywnie naładowaną grupę karboksylową 2-fosfoglicerynianu.
Po "zakleszczeniu się" 2-fosfoglicerynianu w miejscu aktywnym, jego grupa fosforanowa łączy się, za pomocą wiązania wodorowego, z pierścieniem imidazolowym His159. Pętle eznymu, które tworzą reszty Val153-Phe169 oraz Ser250-Glu277, przesuwają się w skoordynowany sposób, umożliwiając His159 lepsze ułożenie względem grupy fosforanowej substratu w celu donacji protonu. Negatywny ładunek grupy fosforylowej jest dalej neutralizowany przez Arg374 oraz jon metalu.
Lys345 przysuwa się bliżej Arg374, powodując, że traci sama proton. W konsekwencji, Lys345 zabiera proton pochodzący z C-2 2-fosfoglicerynianu. Ostatecznie, proton (połączony wiązaniem wodorowym z grupą karboksylową 2-fosfoglicerynianu), który dzieliły jednocześnie Glu168 and Glu211 "przeskakuje" na grupę hydroksylową 2-PGA, która rozpada się i formuje wodę. Powstaje podwójne wiązanie między C-2 oraz C-3. Formuje się produkt - fosfoenolopirogronian.